# Khor Dubai
Il Khor Dubai (in arabo خور دبي, Khawr Dubayy, tradotto fiume di Dubai), anche noto come Dubai Creek, è un braccio di mare del Golfo Persico che si estende nell’entroterra di Dubai per diversi chilometri. Il percorso attuale è il risultato di un progetto di sviluppo dell’insenatura originaria, che si estendeva dal mare fino alla laguna di Ras Al Khor, realizzato fra il 2005 e il 2016, che ha prolungato il suo corso da Ras Al Khor fino a ricongiungersi al mare, circa 11 km più a sud del suo imbocco naturale. È stato usato come porto naturale in passato ed è tuttora usato come porto, ma anche come una via di comunicazione fra le due aree più antiche di Dubai, Bur Dubai e Deira.

## Galleria d'immagini

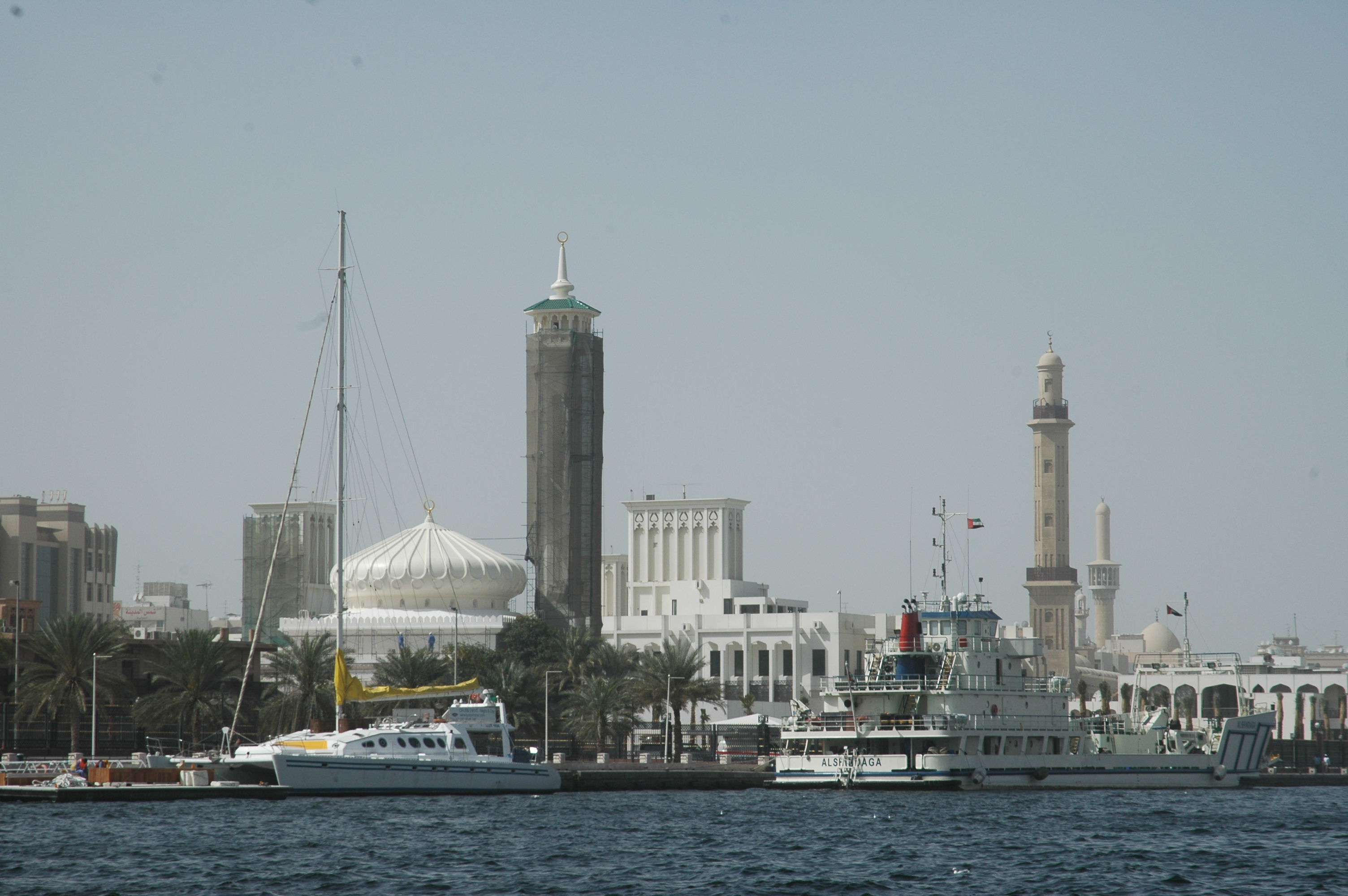
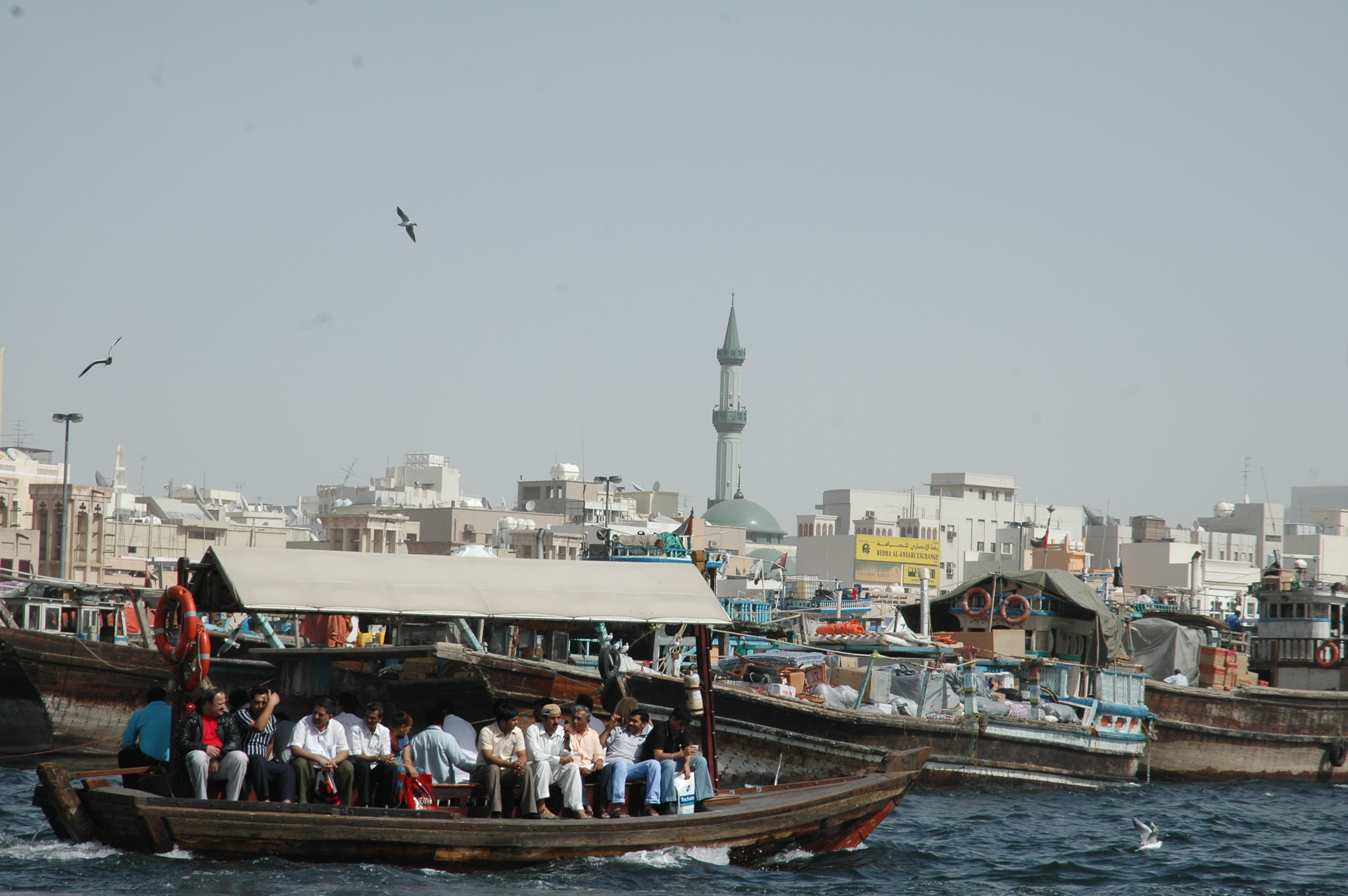